# Захаровка (Стодолищенское поселение)
Захаровка — исчезнувшая деревня в Починковском районе Смоленской области России.
Находилась в 4 верстах к западу от современной деревни Навины на речке Трахотинке.

## История
Обозначена на планах, создававшихся в 1780-1790 года.
Значится в списках 1859 года, тогда в ней было 10 дворов и 88 жителей .
Обозначена и в 1926 году, как деревня с 36 дворами .
В 1978 году ещё находилась в списках административно-территориального деления в Стодолищенском сельсовете Починковского района..
Но в 1993 году уже записана, как населённый пункт, прекративший существование .